# Bolòs
|  | Per a altres significats, vegeu «Joaquim de Bolòs i Saderra». |

Bolòs és un veïnat adscrit al municipi de Camprodon, al Ripollès, des de 1965 tot i que, geogràficament, és part de l'Alta Garrotxa.
Abans del 1965 formava part del terme municipal de Freixenet de Camprodon, municipi que va ser constituït el 1846 a partir de l'agrupació de diversos termes.
Al cens de l'any 2009 tenia 20 habitants. En destaca l'església romànica de Santa Maria de Bolòs, consagrada l'any 1050 i catalogada com bé cultural d'interès local. Bolòs és en una fondalada encaixada entre la Serra del Nevà al nord, el Puig Dot a l'oest, el Puig Ou al sud i la plana de Salarça a l'est. La travessa la riera de Bolòs, tributària de la de Salarça que al seu torn ho és de la riera de Beget, el Llierca i finalment el Fluvià. El camí tradicional des de Camprodon segueix la vall del Ritortell en direcció est i travessa la serra del Nevà pel coll de la Creueta fins al de Bolòs, des d'on es baixa per arribar a l'església i rectoria. Hi arriba una pista que surt des de Font Rubí o bé des de la carretera entre Beget i Rocabruna i que arriba fins a Salarça. D'allí cal prendre un camí de terra en mal estat.